# وحدة نصر
وحدة نصر هي إحدى الوحدات الجغرافية التابعة لحزب الله والتي تعمل ضمن المنطقة الجنوبية للتنظيم في لبنان. وهي مسؤولة عن المنطقة الشرقية من جنوب لبنان، الممتدة من بنت جبيل شرقاً. وتشكل الوحدة جزءا من "خط الدفاع الأول" لحزب الله، والذي يغطي المنطقة الواقعة بين الحدود الإسرائيلية ونهر الليطاني.

## العمليات
مثل وحدات حزب الله الأخرى، تمتلك وحدة نصر قدرات مستقلة بما في ذلك إطلاق الصواريخ، وأنظمة مضادة للطائرات، وقذائف الهاون، والهندسة القتالية، ووحدات الطائرات بدون طيار.   كما أنها تتمتع بدعم لوجستي وتواصلي وطبي من خلال هيئة الصحة الإسلامية التابعة لحزب الله. وكانت الوحدة متورطة في إطلاق الصواريخ والقذائف المضادة للدبابات على الأراضي الإسرائيلية. وتعاونت الوحدة مع وحدات أخرى في إنشاء شبكة واسعة من البنية التحتية تحت الأرض والتي خطط حزب الله من خلالها لاستهداف القوات والبلدات الإسرائيلية في حالة اندلاع القتال في لبنان.

## الأعضاء الرئيسيون

### طالب سامي عبدالله
طالب سامي عبدالله ، المعروف أيضًا بالحاج "أبو طالب"، كان قائدًا عسكريًا كبيرًا في حزب الله، وُلد عام 1969 في عدشيت، جنوب لبنان. قتل في 11 يونيو 2024، في غارة جوية إسرائيلية استهدفت مبنى في جويا قرب صور، حيث كان متواجداً مع ثلاثة أعضاء آخرين من حزب الله. وشغل منصباً هاماً داخل حزب الله، حيث كان عضواً في المجلس العسكري للحزب، وكان قائداً للمنطقة الوسطى من شريط الحدود الجنوبية. وكان يعتبر المسؤول الأعلى رتبة في حزب الله الذي يقتل منذ اندلاع الصراع في أكتوبر/تشرين الأول. طوال حياته المهنية، شارك في صراعات مختلفة، بما في ذلك الحروب في البوسنة والهرسك، وسوريا، واليمن، والعراق، وغالبًا ما تعاون مع الجنرال الإيراني قاسم سليماني.

#### جعفر خضر فاعور
كان جعفر خضر فاعور قائداً لمنظومة الصواريخ والقذائف الصاروخية في وحدة نصر. وفي 2 نوفمبر 2024، أعلن الجيش الإسرائيلي عن قتله في غارة جوية استهدفت الضاحية الجنوبية لبيروت.